# مک‌گرگور (آیووا)
مک‌گرگور (به انگلیسی: McGregor) شهری در ایالت آیووا کشور ایالات متحده آمریکا است که جمعیت آن در سرشماری سال ۲۰۱۰ میلادی، ۸۷۱ نفر بوده‌است.